# 訃報 2015年1月
訃報 2015年1月（ふほう 2015ねん1がつ）では、2015年1月に物故した、又は物故が報じられた人物についてまとめる。

## (1日 - 15日)

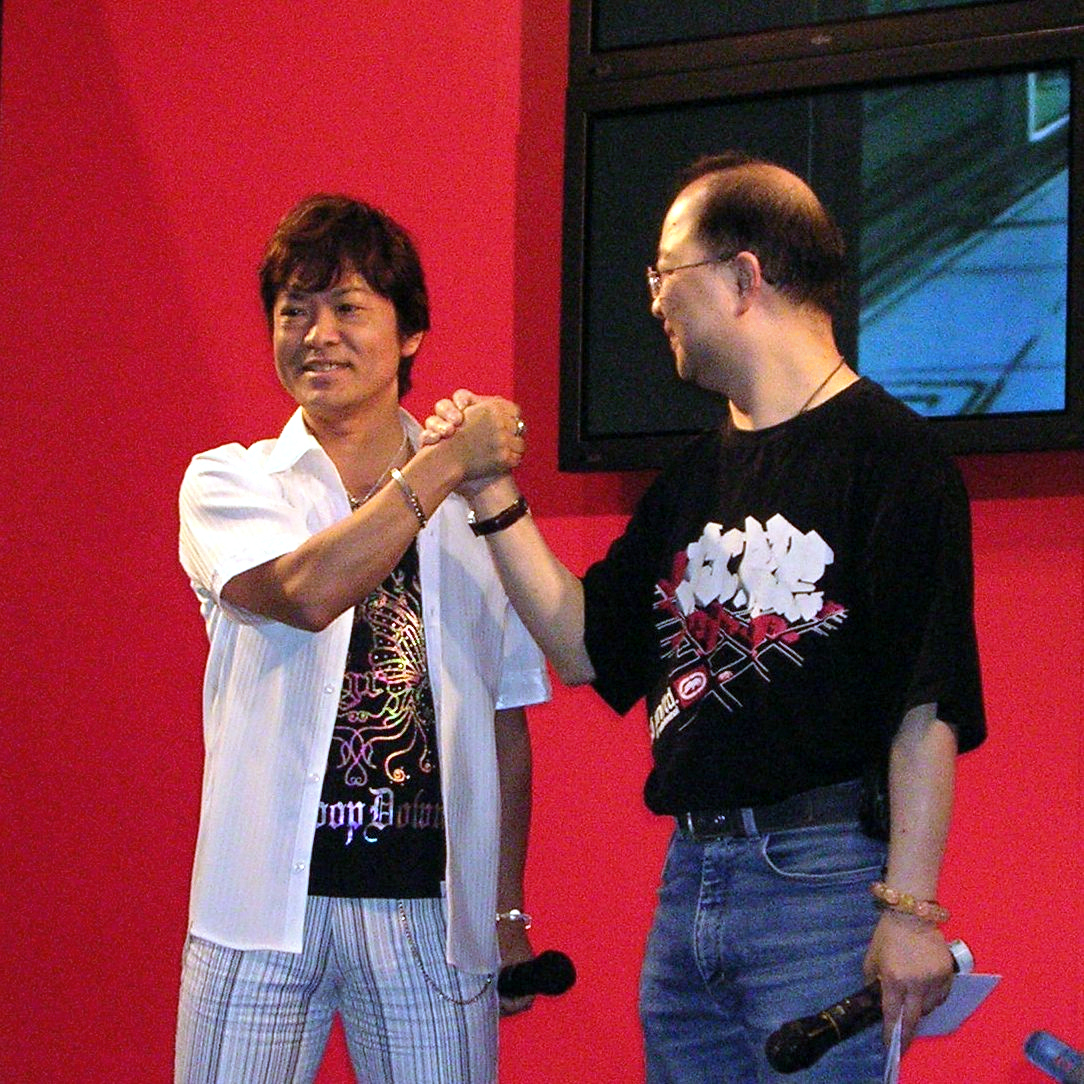
林保全（右）／1月2日没

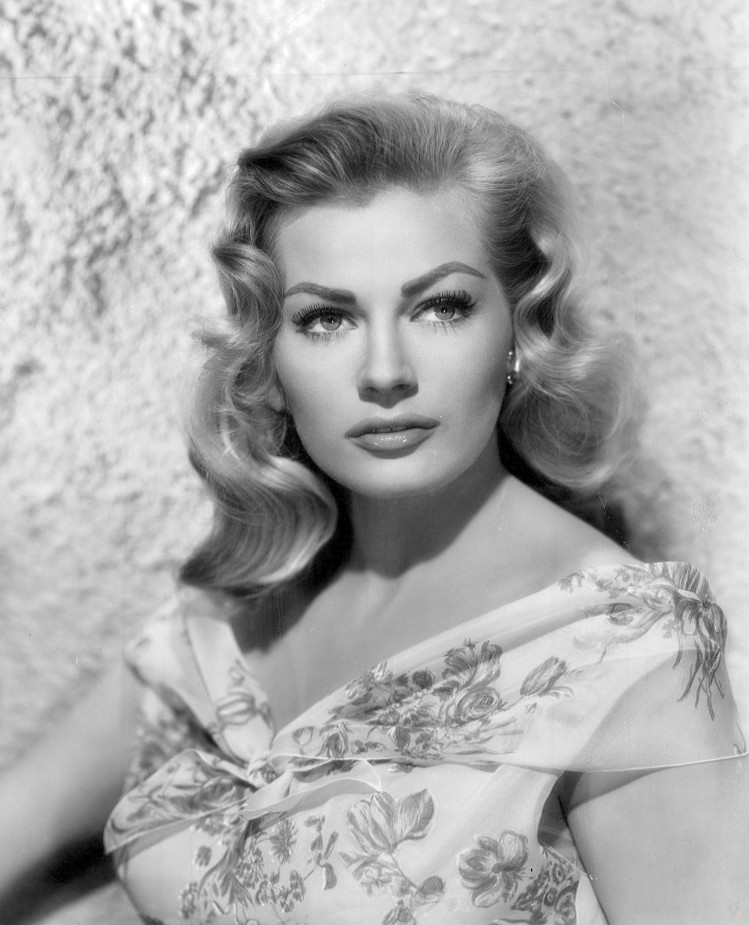
アニタ・エクバーグ／1月11日没

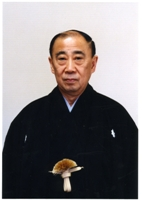
片山幽雪／1月13日没

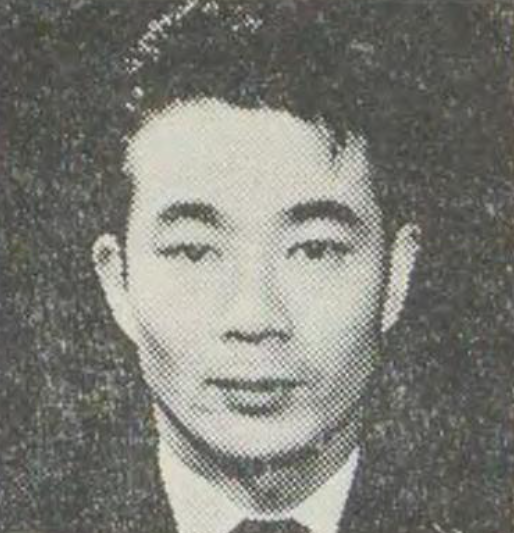
大塚周夫／1月15日没

- 1月1日 - 西川俊男、日本の実業家、ユニー（現・ユニー・ファミリーマートホールディングス）創業者、特別顧問（* 1925年）[1]
- 1月1日 - 加藤久郎、日本の実業家、元戸田建設社長（* 1930年）[2]
- 1月1日 - マリオ・クオモ、アメリカ合衆国の政治家、第52代ニューヨーク州知事（* 1932年）[3]
- 1月1日 - ウマル・カラーミー、レバノンの政治家、第57代・第62代レバノン共和国首相（* 1934年）[4]
- 1月1日 - 河村秀穂、日本の実業家、元三共副社長（* 1941年?）[5]
- 1月1日 - ウルリッヒ・ベック、ドイツの社会学者（* 1944年）[6]
- 1月1日 - 柳江仁、日本の競馬調教師、岐阜県地方競馬組合所属（* 1955年）[7]
- 1月2日 - リトル・ジミー・ディケンズ、アメリカ合衆国の歌手（* 1920年）[8]
- 1月2日 - 白坂依志夫、日本の脚本家（* 1932年）[9]
- 1月2日 - 川上徹、日本の編集者、社会運動家（* 1940年）[10]
- 1月2日 - 中村太郎、日本の政治家、元大分県別府市長（* 1940年）[11]
- 1月2日 - 林保全、中国・香港の声優（* 1951年）[12]
- 1月2日 - 三上晴子、日本の美術家、多摩美術大学教授、メディアアーティスト（* 1961年）[13]
- 1月2日 - 熊谷俊哉、日本の俳優（* 1961年）[14]
- 1月2日 - 宮ノ川顕、日本の作家（* 1962年）[15]
- 1月2日 - アブー・アナス・リービー、リビアのアルカーイダ幹部、1998年に起きたケニアとタンザニアの米国大使館爆破事件の容疑者の一人（* 1964年）[16]
- 1月3日 - バーニス・マディガン、アメリカ合衆国のスーパーセンテナリアン（* 1899年）[17]
- 1月3日 - エドワード・ブルック、アメリカ合衆国の政治家、法律家（* 1919年）[18]
- 1月3日 - 法亢尭次、日本の実業家、元フジテレビ取締役、フジサンケイ・コミュニケーションズ・インターナショナル〈FCI〉会長（* 1934年）[19]
- 1月3日 - 西和夫、日本の建築史家、工学博士（* 1938年）[20]
- 1月4日 - 金子一士、日本の運動家、日本原水爆被害者団体協議会理事長（* 1925年）[21]
- 1月4日 - 阿部昭吾、日本の政治家、元衆議院議員【旧社会民主連合所属】（* 1928年）[22]
- 1月4日 - 何振梁、中国の実業家、中国オリンピック委員会名誉会長（* 1929年）[23]
- 1月4日 - 舟橋功一、日本の政治家、元埼玉県川越市長（* 1932年）[24]
- 1月4日 - 酒井伸一、日本の実業家、元日本橋梁社長（* 1946年?）[25]
- 1月4日 - 藤本信行、日本の脚本家（* 1957年）[26]
- 1月5日 - 吉行あぐり、日本の美容師、吉行エイスケの妻、吉行淳之介・吉行和子・吉行理恵の母（* 1907年）[27]
- 1月5日 - 若山繁、日本の実業家、元きんでん社長（* 1917年）[28]
- 1月5日 - 藤井章、日本の政治家、元愛知県知立市長（* 1922年）[29]
- 1月5日 - 唯是震一、日本の邦楽作曲家、筝曲家（* 1923年）[30]
- 1月5日 - 三浦勇一、日本の実業家、元トクヤマ社長（* 1937年?）[31]
- 1月5日 - ジャン＝ピエール・ベルトワーズ、フランスのレーシングドライバー（* 1937年）[32]
- 1月5日 - 斎藤正寧、日本の政治家、秋田県井川町長（* 1942年）[33]
- 1月5日 - 熊野祥三、日本の実業家、SBI証券取締役（* 1947年?）[34]
- 1月5日 - 山田成雲、日本のボランティア活動家（* 1951年）[35]
- 1月6日 - 信太金昌、日本の日本画家（* 1920年）[36]
- 1月6日 - 鷲崎彦三、日本の実業家、元小田急建設社長（* 1920年）[37]
- 1月6日 - 十川昭五、日本の政治家、元香川県大川町長（* 1930年?）[38]
- 1月6日 - 石井光三、日本の芸能プロモーター、タレント（* 1931年）[39]
- 1月6日 - 久保地理介、日本の実業家、元トヨタ車体社長（* 1940年?）[40]
- 1月7日 - タデウシュ・コンヴィツキ、ポーランドの小説家、映画監督（* 1926年）[41]
- 1月7日 - ロッド・テイラー、オーストラリアの俳優（* 1930年）[42]
- 1月7日 - 小川亜矢子、日本のバレリーナ、振付師（* 1933年）[43]
- 1月7日 - ジョルジュ・ウォランスキ、フランスの漫画家（* 1934年）[44]
- 1月7日 - 吉住弘、日本の政治家、東京都台東区長（* 1941年）[45]
- 1月8日 - 荒木忍、日本の土木学者、元九州工業大学教授（* 1912年?）[46]
- 1月8日 - 上島久男、日本の競艇選手（* 1948年）
- 1月8日 - 長田博孝、日本の実業家、元三菱銀行取締役（* 1923年?）[47]
- 1月8日 - 脇圭平、日本の政治学者、同志社大学名誉教授（* 1924年）[48]
- 1月8日 - 北原和夫、日本の政治家、元高松市議会議長（* 1926年?）[49]
- 1月8日 - 明坂尚子、日本の運動家、 長崎原爆被災者協議会の結成呼び掛け人 （* 1935年）[50]
- 1月8日 - 初岡栄治、日本のプロ野球選手【国鉄スワローズ所属】、日本通運硬式野球部監督（* 1930年）
- 1月9日 - 須崎勝彌、日本の脚本家（* 1922年）[51]
- 1月9日 - 高瀬文志郎、日本の天文学者（* 1924年）[52]
- 1月9日 - 仲村征幸、日本の泡盛の業界紙「醸界飲料新聞」の編集発行人（* 1931年）[53]
- 1月9日 - 古川庄之介、日本の実業家、元オリックス取締役（* 1933年?）[54]
- 1月9日 - ペダー・ペダーセン、デンマークの自転車競技（トラックレース）選手（* 1945年）[55]
- 1月9日 - ユゼフ・オレクスィ、ポーランドの政治家、ポーランド第三共和制第7代首相（* 1946年）[56]
- 1月10日 - 国枝忠雄、日本の実業家、中部日本放送相談役、元社長（* 1917年）[57]
- 1月10日 - フランチェスコ・ロージ、イタリアの映画監督（* 1922年）[58]
- 1月10日 - 上村一、日本の環境官僚、元環境事務次官、母子愛育会会長（* 1925年）[59]
- 1月10日 - 綾部仁喜、日本の俳人（* 1929年）[60]
- 1月10日 - チェスキーナ・永江洋子、日本・イタリアのハープ奏者、音楽家支援者（* 1932年）[61]
- 1月10日 - ジョージ・ディッカーソン（英語版）、アメリカ合衆国の俳優（* 1933年）[62]
- 1月10日 - 矢田部正巳、日本の神主、三嶋大社宮司、神社本庁顧問（* 1936年）[63]
- 1月10日 - 都沢凡夫、日本の元バレーボール選手、バレーボール指導者、筑波大学名誉教授（* 1948年）[64]
- 1月10日 - ジュニオール・マランダ、ベルギーのサッカー選手（* 1994年）[65]
- 1月11日 - 鈴木彦治、日本の実業家、鈴彦〈現バイタルネット〉創業者、名誉会長（* 1924年）[66]
- 1月11日 - トーマス・カートライト、アメリカの軍爆撃機の機長（* 1924年）[67]
- 1月11日 - アニタ・エクバーグ、スウェーデンの女優（* 1931年）[68]
- 1月11日 - 篠原忠彦、日本の実業家、元日立製作所副社長、元日本コロムビア社長（* 1934年?）[69]
- 1月12日 - 五十嵐敬一、日本の実業家、元白洋舍社長（* 1928年）[70]
- 1月12日 - 花形恵子、日本の声優（* 1935年）[71]
- 1月12日 - 木之下晃、日本の写真家（* 1936年）[72]
- 1月12日 - エレナ・オブラスツォワ（英語版）、ロシアのオペラ歌手（* 1939年）[73]
- 1月12日 - 栗原雅智、日本の政治家、元山梨県富士吉田市長（* 1941年?）[74]
- 1月13日 - 江見絹子、日本の洋画家（* 1923年）[75]
- 1月13日 - 片山幽雪、日本のシテ方観世流能楽師（* 1933年）[76]
- 1月13日 - 魚住純子、日本の女優（* 1933年）[77]
- 1月13日 - 加地隆雄、日本の実業家、元C.A.L社長、元横浜ベイスターズ球団社長（* 1940年）[78]
- 1月14日 - 山本吉蔵、日本の政治家、元茨城県石岡市長（* 1922年?）[79]
- 1月14日 - 張万年、中国人民解放軍の上将（* 1928年）[80]
- 1月14日 - 石井和紘、日本の建築家（* 1944年）[81]
- 1月14日 - 奥村慎太郎、日本の政治家、前長崎県雲仙市長、元長崎県議会議員（* 1954年）[82]
- 1月15日 - エセル・ラング、イギリス最長寿の人物（* 1900年）[83]
- 1月15日 - 杉本眞一、日本の政治家、元徳島県西祖谷山村長（* 1915年?）[84]
- 1月15日 - 小西信一郎、日本の実業家、コニシ名誉顧問（* 1922年?）[85]
- 1月15日 - 大塚周夫、日本の声優、俳優（* 1929年）[86]
- 1月15日 - キム・フォーリー、アメリカ合衆国のミュージシャン・音楽プロデューサー（* 1939年）[87]

## (16日 - 31日)

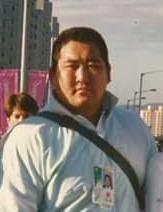
斉藤仁／1月20日没

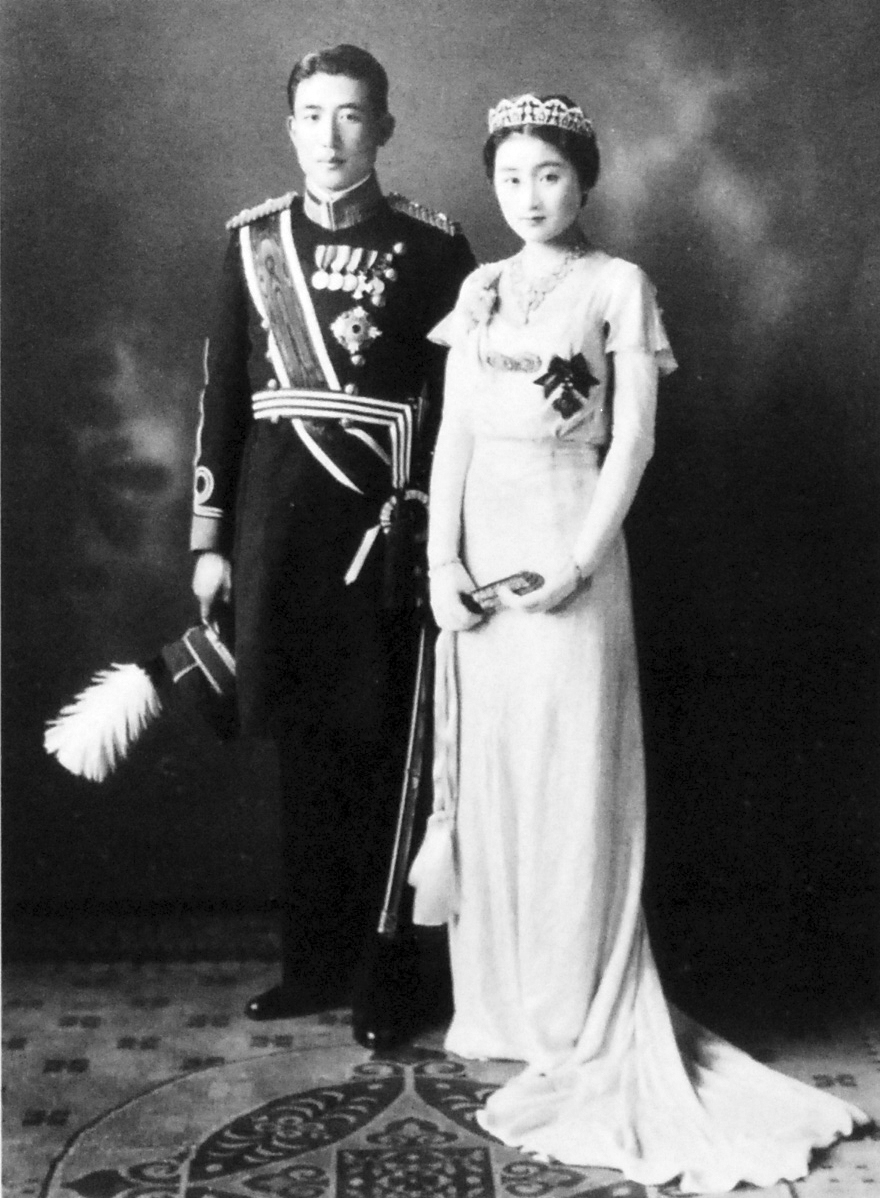
北白川祥子（右）／1月21日没

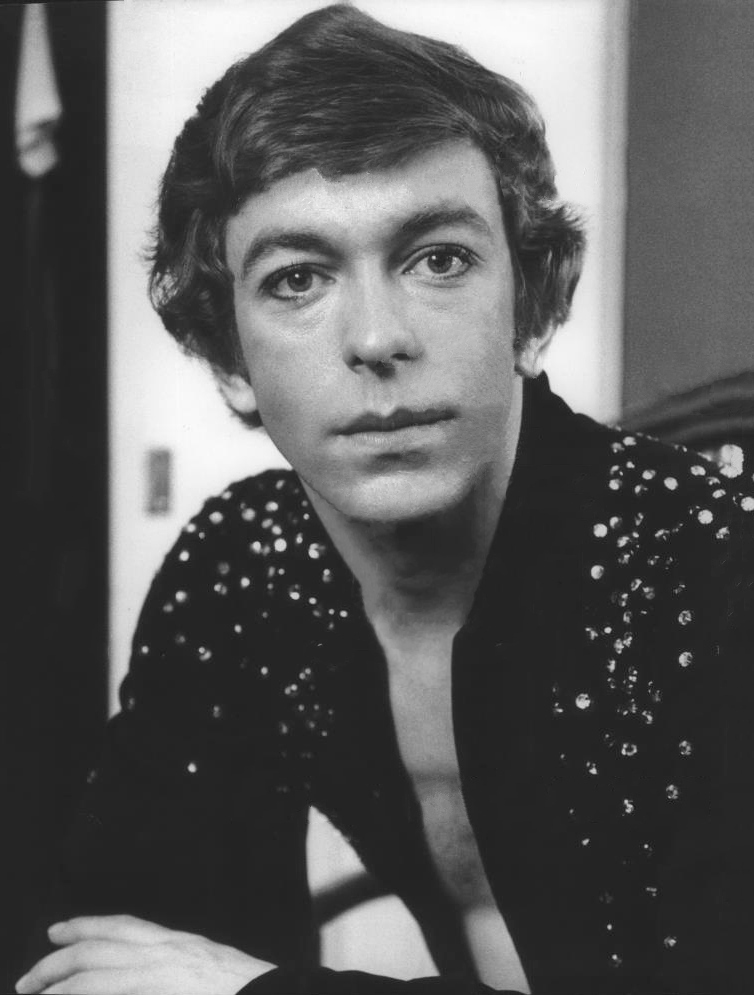
トーラー・クランストン／1月24日没

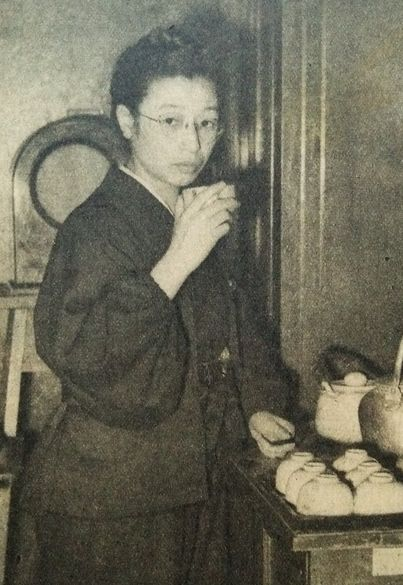
園田天光光／1月29日没

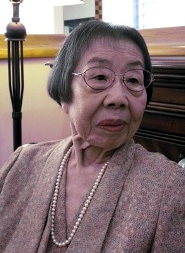
河野多惠子／1月29日没

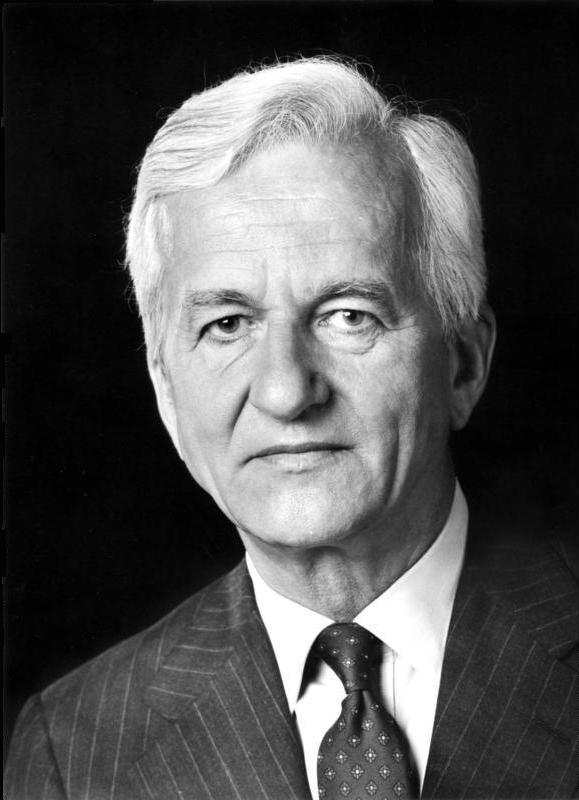
リヒャルト・フォン・ヴァイツゼッカー／1月31日没

- 1月16日 - 中山靖子、日本のピアニスト、東京芸術大学名誉教授、中山悌一の妻（* 1921年）[88][89]
- 1月16日 - 太田美實、日本の内科医師（* 1924年）[90]
- 1月16日 - 末長一志、日本の実業家、元三井造船社長（* 1924年）[91]
- 1月16日 - 須賀龍郎、日本の政治家、元鹿児島県知事（* 1924年）[92]
- 1月16日 - 松田正弘、日本の調教師（* 1935年）[93]
- 1月16日 - 田中功、日本の実業家、ユー・エス・ジェイ取締役（* 1944年?）[94]
- 1月16日 - 姚貝娜（中国語版）、中国の歌手（* 1981年）[95]
- 1月17日 - 工藤綏夫、日本の哲学者、秋田大学名誉教授（* 1921年）[96]
- 1月17日 - 佐藤寿郎、日本の心理学者、東北学院大学名誉教授（* 1925年?）[97]
- 1月17日 - 谷口経雄、日本の工学者、大阪府立大学名誉教授（* 1931年）[98]
- 1月17日 - 近藤誠司、日本の実業家、あさくま創業者・元社長（* 1932年）[99]
- 1月17日 - 湯木敏夫、日本の実業家、本吉兆会長（* 1933年）[100]
- 1月17日 - 平井和正、日本のSF作家（* 1938年）[101]
- 1月17日 - 城戸博、1958年第30回選抜高等学校野球大会優勝投手、高校野球解説者（* 1940年）[102]
- 1月17日 - Origa、ロシアの歌手（* 1970年）[103]
- 1月18日 - 柏原一雄、日本の政治家、元静岡県御前崎町長（* 1919年?）[104]
- 1月18日 - 吉田俊弥、日本の工学者、信州大学名誉教授（* 1923年）[105]
- 1月18日 - 御庄博実、日本の詩人、医師（* 1925年）[106]
- 1月18日 - 吉村華泉、日本の華道龍生派三代目家元（* 1928年）[107]
- 1月18日 - 岡田治衛、日本の実業家、元中国銀行取締役（* 1929年）[108]
- 1月18日 - 岩下守道、日本のプロ野球選手【読売ジャイアンツ・国鉄スワローズ・近鉄バファロー所属】（* 1931年）[109]
- 1月18日 - 江川三郎、日本のオーディオ評論家（* 1932年）[110]
- 1月18日 - 大豊泰昭、台湾・日本のプロ野球選手【中日ドラゴンズ・阪神タイガース所属】（* 1963年）[111]
- 1月19日 - 牛久保智昭、日本の実業家、元サンデン社長（* 1930年）[112]
- 1月19日 - 山田米造、日本の実業家、元日本プロゴルフ協会会長（* 1932年?）[113]
- 1月19日 - 太田孝、日本の実業家、元近畿日本ツーリスト社長（* 1944年?）[114]
- 1月19日 - 矢吹健、日本の歌手（* 1945年）[115]
- 1月20日 - 島田輝記、日本の舞踊家（* 1928年?）[116]
- 1月20日 - 川口美根子、日本の歌人（* 1929年）[117]
- 1月20日 - 平山光衛、日本の水文学者、宇都宮大学名誉教授（* 1930年）[118]
- 1月20日 - 宮永武司、日本のバドミントン選手（* 1944年）[119]
- 1月20日 - 桂米八、日本の落語家、曲独楽師（* 1956年）[120]
- 1月20日 - 斉藤仁、日本の柔道家（* 1961年）[121]
- 1月21日 - 北白川祥子、日本の元皇族、元宮内庁女官長（* 1916年）[122]
- 1月21日 - 中田易直、日本の歴史学者、中央大学名誉教授（* 1919年）[123]
- 1月21日 - 陳舜臣、日本の歴史小説作家（* 1924年）[124]
- 1月21日 - レオン・ブリタン、イギリスの政治家、元欧州委員会副委員長（* 1939年）[125]
- 1月21日 - 八森克幸、日本の実業家、読売新聞東京本社社友、WOWOW出向・専任部長（* 1942年）[126]
- 1月21日 - 井本隆、日本のプロ野球選手【近鉄バファローズ・ヤクルトスワローズ所属】（* 1950年）[127]
- 1月22日 - 宮嶋昭二、日本の実業家、元鶴屋百貨店社長、元九州百貨店協会会長（* 1927年）[128]
- 1月22日 - 黒田義之、日本の映画監督、特撮監督（* 1928年）[129]
- 1月23日 - アブドゥッラー・ビン・アブドゥルアズィーズ、第6代サウジアラビア国王（* 1924年）[130]
- 1月23日 - 大屋憲一、日本の宗教学者、大谷大学名誉教授（* 1925年）[131]
- 1月23日 - 坂芳雄、日本の実業家、元名工建設社長（* 1925年）[132]
- 1月23日 - アーニー・バンクス、アメリカ合衆国のメジャーリーガー【シカゴ・カブス所属】（* 1931年）[133]
- 1月23日 - 内山鶉、日本の演出家（* 1934年）[134]
- 1月23日 - 水沢紀子、日本のアダルトモデル（* 1966年）[135]
- 1月24日 - 倉沢栄吉、日本の教育学者、元東京教育大学教授（* 1911年）[136]
- 1月24日 - 吉野トヨ子、日本の陸上競技選手、ヘルシンキオリンピック・メルボルンオリンピック陸上女子円盤投代表（* 1920年）[137]
- 1月24日 - オットー・カリウス、ドイツの軍人（* 1922年）[138]
- 1月24日 - トーラー・クランストン、カナダのフィギュアスケート選手、振付師（* 1949年）[139]
- 1月25日 - ビル・モンブケット（英語版）、アメリカ合衆国のメジャーリーガー【ボストン・レッドソックスほか所属】（* 1936年）[140]
- 1月26日 - 奥平康弘、日本の憲法研究者、東京大学名誉教授（* 1929年）[141]
- 1月26日 - 藤原正幸、日本の政治家、前北海道厚真町長（* 1931年）[142]
- 1月26日 - 赤瀬川隼、日本の小説家（* 1931年）[143]
- 1月26日 - 松村やすひろ、日本のアニメーション演出家（* 生年不明）[144]
- 1月27日 - チャールズ・タウンズ、アメリカ合衆国の物理学者（* 1915年）[145]
- 1月27日 - 水野正好、日本の考古学者（* 1934年）[146]
- 1月28日 - イヴ・ショーヴァン、フランスの化学者（* 1930年）[147]
- 1月28日 - 岩田靖夫、日本の哲学研究者、東北大学名誉教授（* 1932年）[148]
- 1月28日 - 中西恒彦、日本の工学者、立命館大学名誉教授（* 1943年?）[149]
- 1月28日 - 中山康樹、日本の音楽評論家（* 1952年）[150]
- 1月29日 - 園田天光光、日本の政治家、元衆議院議員（* 1919年）[151]
- 1月29日 - 眞鍋理一郎、日本の作曲家（* 1924年）[152]
- 1月29日 - 河野多惠子、日本の小説家（* 1926年）[153]
- 1月29日 - 末舛恵一、日本の医学者、国立がんセンター元総長（* 1926年）[154]
- 1月29日 - 吉田文平、日本の実業家、元全日本空輸取締役（* 1930年?）[155]
- 1月29日 - 上笙一郎、日本の児童文化研究家（* 1933年）[156]
- 1月29日 - 雅子、日本のモデル、女優（* 1964年）[157]
- 1月30日 - ジェラルディン・マクイーワン（英語版）、イギリスの女優（* 1932年）[158]
- 1月30日 - ジェリュ・ジェレフ、ブルガリアの政治家、第2代ブルガリア共和国大統領（* 1935年）[159]
- 1月30日 - 河口俊彦、日本の将棋棋士（* 1936年）[160]
- 1月30日 - 小菅和夫、日本の実業家、元伊藤忠テクノソリューションズ副社長（* 1946年）[161]
- 1月30日 - 後藤健二、ジャーナリスト、（* 1967年）
- 1月31日 - 若山永太郎、日本の実業家、元マルカキカイ社長（* 1917年）[162]
- 1月31日 - リヒャルト・フォン・ヴァイツゼッカー、ドイツの政治家、第6代連邦大統領（* 1920年）[163]
- 1月31日 - 大塚卓朗、日本の実業家、元宇徳運輸社長（* 1925年?）[164]